# Anthopotamus myops
Anthopotamus myops är en dagsländeart som först beskrevs av Walsh 1863.  Anthopotamus myops ingår i släktet Anthopotamus och familjen Potamanthidae. Inga underarter finns listade i Catalogue of Life.